# رویال اتوموبایل کلاب

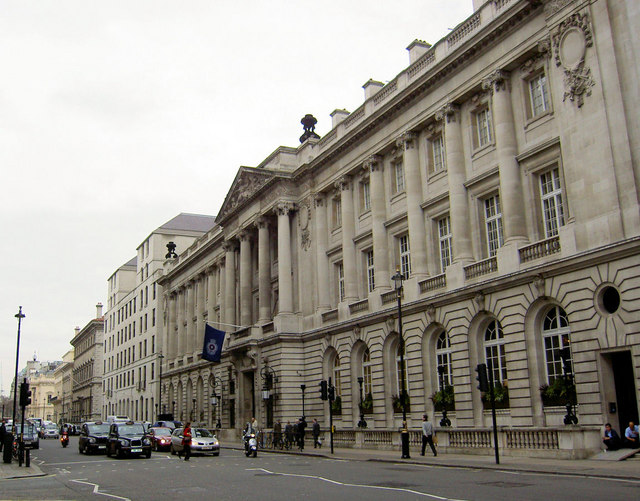
نمایی از ساختمان دفتر رویال اتوموبایل کلاب در خیابان پال‌مال، لندن - ۲۰۰۷

رویال اتوموبایل کلاب RAC (به انگلیسی: Royal Automobile Club) باشگاهی بریتانیایی و خصوصی است که برای خدمت رسانی به رانندگان بنیان نهاده شده‌است. این باشگاه به اعضاء خود خدمات گوناگونی ارائه می‌دهد که از جمله آن تعمیر خودروهای رانندگان عضو می‌باشد. این باشگاه در سال ۱۸۹۷ تأسیس شد.